# Aimone Cravetta
Aimone Cravetta (Savigliano, 9 ottobre 1504 – Savigliano, 15 ottobre 1569) è stato un giurista italiano del XVI secolo.

## Biografia
Nacque nel 1504 a Savigliano, figlio di un giureconsulto, Giovanni Battista Cravetta. Studiò all'università di Torino, dove iniziò a tenere lezioni già da ventenne. Interrotta temporaneamente l'attività accademica a causa di una malattia, a 22 anni fu invitato da Carlo II di Savoia ad assumere il ruolo di giudice a Cuneo.
Rientrò a Torino nel 1534 dove si sposò con la figlia del presidente del Senato piemontese Giovanni Battista Porporato, Franca; nei due anni successivi tornò a occupare il ruolo di magistrato a Cuneo.
Dal 1538, per sette anni, si trasferì a Grenoble come avvocato, aumentando la propria fama di esperto di diritto.
Fu in seguito lettore all'Università di Ferrara, ma per sfuggire alla peste tornò in Francia, prima a Grenoble, poi a Chambéry e quindi ad Avignone. Nel 1556 ottenne una cattedra a Pavia, quindi si trasferì a Mondovì, nell'università appena inaugurata, per volere di Emanuele Filiberto di Savoia. Dal 1556 si trasferì con l'ateno a Torino, dove ebbe come collega Jacques Cujas, ottenendo grande fama e lauto stipendio.
Morì nel 1569 nel suo castello a Savigliano.

## Intitolazioni
Gli è stato intitolato un Istituto d'Istruzione superiore a Savigliano, sua città natale.

## Opere
- (LA) Consilia, 1549-69.
  - (LA) Consilia, vol. 5, Venezia, Francesco Ziletti, 1581.
  - (LA) Consilia, vol. 6, Venezia, Domenico Tarino & Barezio Barezzi, 1592.